# Barra de tarefas
Em computação, barra de tarefas é um software aplicativo utilizado na área de trabalho do gerenciador de janela para iniciar e monitorar aplicações. O conceito foi introduzido  no sistema operacional Arthur da Acorn Computers, lançado em 1987 na linha de computadores Acorn Archimedes. A Microsoft incorporou uma barra de tarefa no Windows 95, e a aplicação vêm definindo a interface gráfica do Windows desde então. Outros ambientes desktop como o KDE e Cinnamon também incluem uma barra de tarefas.

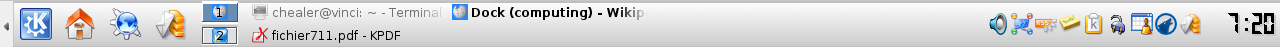
Barra de tarefas do KDE

## Microsoft Windows
No Windows, a localização padrão da barra de tarefas é a parte inferior da tela, e, da esquerda para a direita, a barra contém o Menu Iniciar, a barra de acesso rápido, os botões da barra de tarefa e a área de notificação. O Menu Iniciar contém comandos para acessar programas, documentos e configurações. A barra de acesso rápido, introduzida com o Internet Explorer 4, contém atalhos para aplicações. Para cada janela do sistema operacional que não tenha um dono, um botão é adicionado na área de botões da barra de tarefas. O Windows XP introduziu o agrupamento de janelas, que pode agrupar diversos botões da mesmo aplicação. Já o Windows Vista introduziu a pré-visualização da janela da aplicação em tempo real. A área de notificação contém ícones que representam o status de aplicações abertas. Um relógio também é apresentado naquela área por padrão.

### Área de notificação
A área de notificação é uma parte da barra de tarefas que mostra o relógio do sistema, o ícone de volume do som e outros ícones que identificam programas que executam em segundo plano ou trazem mensagens sobre o estado do sistema. Também é chamada de bandeja do sistema, apesar de a Microsoft considerar o termo incorreto.

## Outros sistemas
A primeira implementação que se tem conhecimento do conceito de barra de tarefas está no Arthur, sistema operacional da Acorn Computers lançado em 1987 para a linha de computadores Acorn Archimedes. Ela é chamada barra de ícones e grande permaneceu no RISC OS, que sucedeu o Arthur. A barra de ícones armazena ícones que representam os discos rígidos e discos de RAM montados, aplicações abertas e utilitários do sistema. Esses ícones possuem seus próprios menus e suportam o conceito de arrastar e largar.
Em diferentes distribuições KDE Plasma, a barra de tarefas é executada pelo programa Kicker, e consiste de painéis retangulares que podem conter utilitários, sendo que um deles é a própria barra de tarefas. Já no Gnome, até a sua versão 2 a barra de tarefas se fez presente, mas com a chegada do Gnome Shell, entretanto, o elemento foi removido. Apesar da ausência de uma barra de tarefas em suas versões mais recentes, alguns ambientes tidos como Bifurcações do Gnome adotaram o elemento, como Cinnamon, MATE e Elementary Shell.